# Precarización
La precarización en el mercado de trabajo, y referido a las condiciones de empleo, subempleo y desempleo del trabajador, es la incertidumbre, inseguridad, y la falta de garantía de condiciones socioeconómicas mínimas y suficientes para una supervivencia digna que afecta a los trabajadores y repercute en su entorno familiar y social. 
En general se refiere a los procesos de flexibilización laboral o desregulación del mercado de trabajo: bajada de salarios, abaratamiento del despido, ausencia de indemnizaciones, falta de coberturas sociales, contratación temporal. Del proceso de precarización se deriva un aumento de la economía sumergida y un empeoramiento de las condiciones de trabajo.
El término se hace conocido en la década de 1980, aplicado a las consecuencias de la flexibilidad laboral en la vida cotidiana. El eufemismo de flexibilidad laboral es uno de los pilares del liberalismo económico que promueven procesos de liberalización económica. Procesos generalizados de precarización son el toyotismo o posfordismo.

## Definición conceptual
El proceso de precarización se expande conjuntamente con la avanzada del modelo económico neoliberal desde la década de 1980 y tuvo como inmediata consecuencia tres puntos fundamentales:
- Pérdida de poder negociador de los sindicatos y trabajadores.
- Caída generalizada de salarios y desprotección social progresiva.
- Flexibilidad en los contratos laborales con empresariales con el fin de buscar optimización de ganancias y, en algunos casos, evasión de otros compromisos financieros.

La discusión sobre la precarización está en relación no solo en la relación entre asalariados y capital, sino que en el efecto del crecimiento de grupos de empresas con una posición ventajosa en el resto de la competencia lo que produce generalmente la concentración del mercado o monopolio. Esto tiene generalmente efectos perniciosos en los equilibrios económicos de un país o una región; básicamente porque limita la capacidad de libertad de consumo y por otro lado porque provoca a mediano plazo un techo para el crecimiento de empresas emergentes. La profundización del monopolio puede provocar el desempleo estructural.
La precarización se inscribe también en la lógica de la sociedad del riesgo; es decir, una sociedad que se mueve en incerteza respecto a diversos temas entre los que destacan los valores sociales, el medio-ambiente, función civilizatoria, ideología, etc.
La desprotección social es un proceso que se da de distinta manera según la realidad socioeconómica de cada región a estudiar. Por otro lado, se trata de una definición relativa a una situación estacional o una tendencia. Por lo tanto, no es asociable directamente a pobreza, vulnerabilidad o riesgo.

## Globalización y trabajo
Cuando Karl Marx se refería al ejército industrial de reserva, denunciaba las estrategias de la burguesía industrial para provocar un nivel de desempleo que desincentivara la negociación laboral de los ocupados. Desde aquel tiempo de la industrialización han cambiado muchas estrategias de control de los tiempos de producción; pero si hay un símil al ejército de reserva, este es el del sub-empleo o empleo de baja calificación. Acá se inscriben verdaderos ejércitos de desempleados en la práctica, que generan el pánico en los que ocupan trabajos formales. Eso se configura a la vez con las consecuencias del consumismo y el marco del individualismo en las relaciones sociales enmarcadas en las estructuras laborales.
El ejemplo anterior describe más bien la situación del tercer mundo; en los países desarrollados el miedo se aplica a través de la globalización. Las empresas del primer mundo buscan mano de obra más baratas en la periferia y esto funciona como presión indirecta en los sindicatos. El resultado en ambos casos es la pauperización de las relaciones sociales en la pauta capital/trabajo y, en distintos grados, un deterioro integral de la calidad de vida. Si bien los modelos de precarización son diferenciados según la región a analizar, funcionalmente es un problema global que tiene que ver con el arquetipo del modelo económico imperante. Es resultado de una organización de la producción cuyo fin es la hegemonía de mercado y ascenso de la tasa de ganancia.